# کلیفتن کالینز جونیور
کلیفتن کالینز جونیور (به انگلیسی: Clifton Collins Jr.) (زاده ۱۶ ژوئن ۱۹۷۰) بازیگر آمریکایی است.
از فیلم‌های معروف او می‌توان به بازی در فیلم یک هشت هفت، آفتاب تمیز کردن، سرزمین ببر، بعد از یانگ، انباری، عدالت شاعرانه، مشت‌زدن به هنری، روشنش کن، کت و شلوار بستنی شگفت‌انگیز و دویدن با شیطان اشاره کرد.